# Sønder Onsild
Sønder Onsild is een plaats in de Deense regio Noord-Jutland, gemeente Mariagerfjord. De plaats telt 294 inwoners (2008).